# Ратуша Порту
Ратуша Порту — шестиэтажное здание муниципалитета Порту, строительство которого началось в 1920 году.

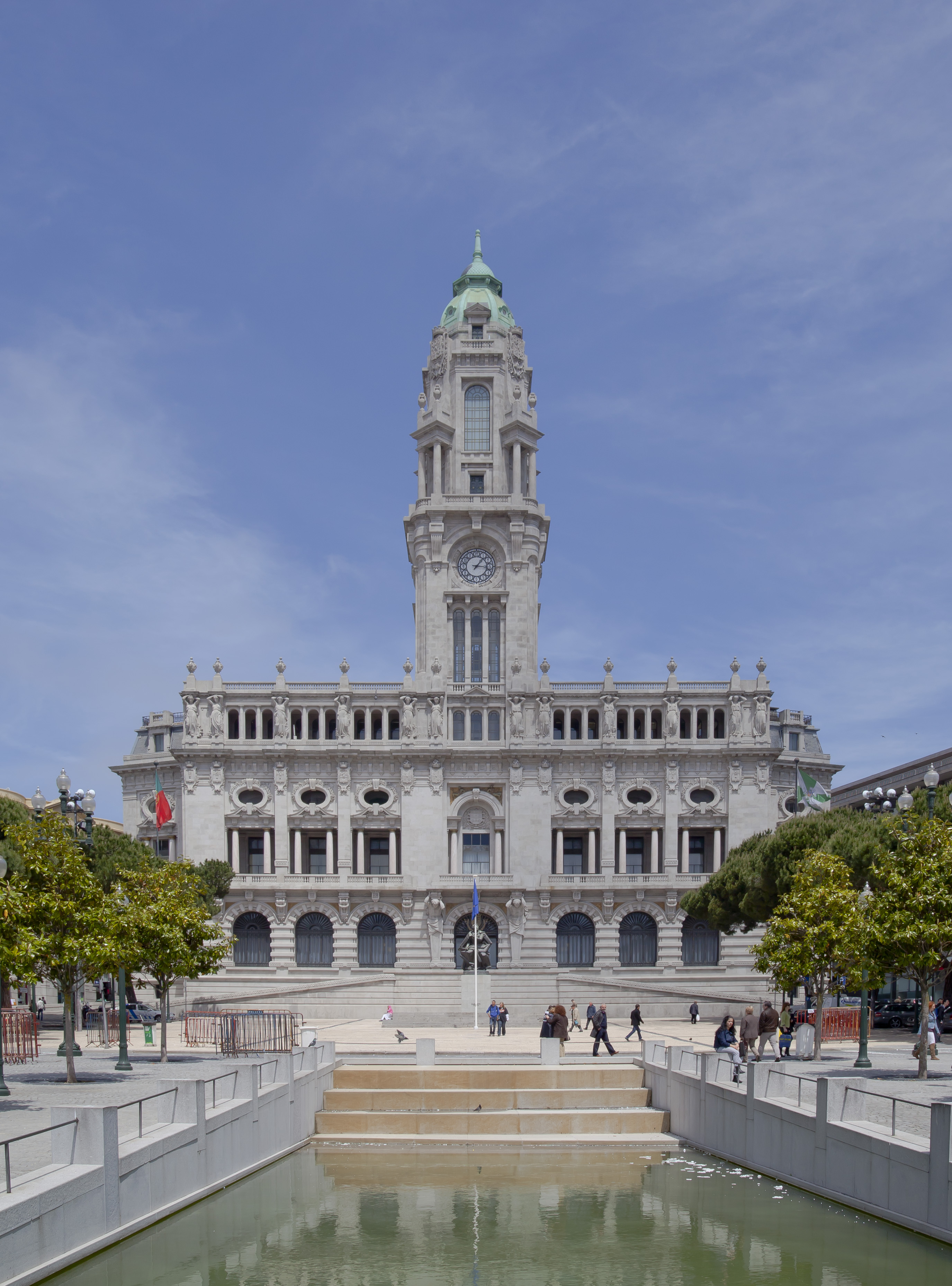
Ратуша Порту

Проект здания был разработан архитектором Корреа да Силва в соответствии с планом расширения общественного центра города, созданным английским архитектором Барри Паркером и утверждённым в 1916 году. Строительство началось в 1920 году, однако работа часто прерывалась, а первоначальный проект здания претерпел ряд изменений, внесённых архитектором Карлушем Рамушем (порт. Carlos Manuel Oliveira Ramos). По прямому назначению здание начало функционировать только в 1957 году.
Здание ратуши получило шесть этажей, подвал и два внутренних двора. Высота центральной башни стала 70 метров, а на её вершине установлены куранты, к которым была подведёна внутренняя лестница из 180 ступенек. В отделке интерьеров строители использовали мрамор и гранит. Облицованный гранитом фасад украшали скульптуры Жозе Соуза Калдаш (порт. José Sousa Caldas) и Энрике Морейры (порт. Henrique Moreira) на связанную с Порту тематику виноградарства, промышленности и мореходства.